# ジルベール・デュプレ
ジルベール・デュプレ（フランス語: Gilbert Duprez、1806年12月9日 – 1896年9月23日）は、パリ・オペラ座で活躍したフランスのテノール歌手、 音楽理論家、作曲家、音楽教師。パリで生まれ、パリで死去。

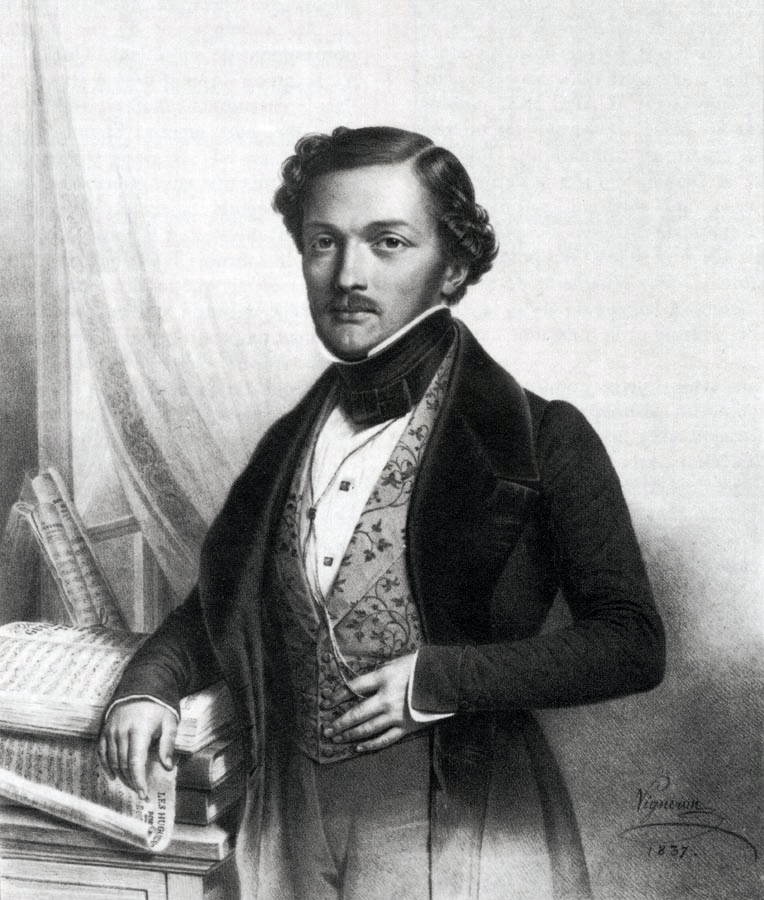
デュプレ

彼は、1831年にルッカで行われたロッシーニによる『ギヨーム・テル』のイタリアでの初演の際に、胸声で〈ハイ C〉を発声した最初の歌手として知られる。この「強制的な」テクニックは彼の声をすり減らしていたと見られる。これはこのテノール歌手がわずか 43 歳で引退した理由を説明することになる。

## 教育からパリ・オペラ座デビュー
デュプレのデビューへの道のりは困難を極めた。彼はまず父親の反対を押し切らなければならなかったが、その後も執拗な不運が彼の最初の勉強と彼の修練を妨げたが、彼は意志の力と努力によって何とか乗り切った。アレクサンドル＝エティエンヌ・ショロン監督の王立古典宗教音楽研究所で学んだ後、イタリアでのキャリアをスタートさせたが、そこでは月並みな成功しか得られなかった。フランスに戻った彼は、1825年にロッシーニの『セビリアの理髪師』でオデオン座にデビューしたが、オペラ・コミック座に移る前のボワエルデューの『白衣の婦人』での演技はほとんど納得のいくものではなかった。
テクニックに磨きをかけるためにイタリアへ戻った彼はローマ、フィレンツェ、ナポリで、特にロッシーニの『オテロ』、『セビリアの理髪師』、『ギヨーム・テル』のイタリア初演、マリア・マリブランとの『イネス・デ・カストロ』（Ines de Castro）、そしてガエターノ・ドニゼッティのいくつかのオペラで名声を博した。『パリジーナ』（1833年）、『イングランドのロスモンダ』（1834年）、『ドン・セバスティアン』（1843年）、特に1835年のナポリのサン・カルロ劇場での『ランメルモールのルチア』などである。なお、『ランメルモールのルチア』には恋人たちの二重唱の中にテノールのハイE♭（変ホ）という超高音があるが、これはデュプレの特質を発揮させるための一音であった。交渉には強かったデュプレは、妻のアレクサンドリーヌ・デュペロンを自分が働いていた劇場に自分と一緒に採用するよう主張した。
自尊心をくすぐるような評判に引きずられるような形で、1837年に彼はフランスに戻り、パリ・オペラ座の第一テノール歌手として採用された。この職はアドルフ・ヌーリが務めていた。1837 年4月17日、デュプレはロッシーニの『ギヨーム・テル』でパリ・オペラ座にデビューした。彼はイタリアで彼の名を一躍有名にしていた胸声の〈ハイ C〉をフランスで初めて発声した。この唱法は後の世代に大きな影響を与え、この後すぐに標準的な歌唱法として定着していく。彼はオベールの『ポルティチの唖娘』でも見事な声を披露し、ジャコモ・マイアベーアの『ユグノー教徒』と『悪魔のロベール』では、新しさを求めるパリの聴衆の熱狂を呼び起こし、1839年にライバルのアドルフ・ヌーリを自殺に追い込むほど落胆させた。デュプレはパリでのヌーリの葬儀ミサでルイジ・ケルビーニの『レクイエム』を歌った。

## パリ・オペラ座での活躍

『シャルル六世』でのデュプレ、ストルツ、ゴルドーニ、バロワレ

次の10 年間で、彼はとりわけ、ベルリオーズの『ベンヴェヌート・チェッリーニ』、オベールの『妖精たちの湖』（Le Lac des fées、1839年）、フロマンタル・アレヴィの『ギドとジネヴラ』（1838年）、『キプロスの女王』（1841年）、そして『シャルル六世 』、ガエターノ・ドニゼッティの『ラ・ファヴォリート』と『殉教者』（1840年）、ヴェルディの『イェルサレム』（1843年）などを歌った。彼は膨大な量をこなしたので、声が疲れて暗くなるほどだったが、バリトンの役もいくつか歌った。

## 作曲家として
オペラ作曲家として、彼は4つのオペラを公の場で上演した。1826年にヴェルサイユで『漁師の小屋』、『善き主への手紙』は1853年にオペラ・コミック座で上演された2幕構成のオペラ・コミックである。 『サムソン』は1857年と『ジャニータ』は1862年にリリック座で上演された3幕のオペラ、最後の『ジャンヌ・ダルク』は1865年のパリ・オペラ座での全5幕のオペラである。これらの作品は成功しなかった。彼はまた『椿姫』やその他のイタリア作品をフランス語版へ翻案した。

## 引退、その後
1849年、声の衰えにより舞台から引退することにした。翌年、彼は1842年に教授に任命されていたパリ音楽院を去り、当時コンドルセ通り40番地にあったテュルゴー通りに300席のコンサートホールを備えた独自の歌唱学校を設立し、そこで娘のカロリーヌ・デュプレを含む多くの生徒を指導した。カロリーヌ・デュプレ、マリー・バトゥ、マリー・マリモン、カロリーヌ・ミオラン＝カルヴァロは歌手としてのキャリアを追求することになる。
彼は1846年に理論的著作『歌唱の芸術』（L'Art du chant、1845年、IMSLP）を執筆し、1880年に『歌手の記念品』（Gallica - B.N.F.）と1888年に『偉大な時代の再現』という 2 冊の回想録を執筆した。
1853年から1870年までヴァルモンドワ市長を務め、レジオン・ドヌール勲章のシュヴァリエを受章した彼は、1896 年にパリのパッシー地区のトゥール通り119 番地の自宅で 90 歳近くで亡くなり、モンマルトル墓地に埋葬された。石碑には次のような碑文が書かれている。

ここに勇敢な芸術家、作家、作曲家が眠る。

詩人でもあるが、何よりも偉大な歌手である。

彼は自分の芸術において名誉ある地位を占めている。

## 歌唱と芸風
ウォラックによれば、小さな体で口を大きく開いた風刺画が描かれたが、期待を裏切らない演奏をした。音楽評論家のヘンリー・チョーリーは〈彼の真に迫った劇的な表現〉を称賛し、ロジャーは彼の歌唱は最後まで均一で〈黄金を溶かしたようだ〉と記述した。しかし、声の衰えは早く、ベルリオーズも彼の表現が粗くなったことを残念がった。
『オペラ事典』によれば「デュプレはジャコモ・ダーヴィッド、ジョヴァンニ・バッティスタ・ルビーニ、ドメニコ・ドンゼッリといった古い歌手たちの長所を自分の歌唱スタイルの中に取り込みながら、時としてファルセットを活用しつつも、実声をベースにした歌唱法で」活躍した。

## 家族
ニコラ＝マリー・デュプレとジュリー・ペルソンの息子、ジルベール・デュプレには2人の兄弟がいる。
エドゥアール、(1804年-1879年)、俳優、台本作家。
ベルナール・ボナヴァントゥール（1808年-1888年）、音楽家、娘のポリーヌ・マリア・ラコンブ・デュプレ（1842年-1898年）は歌手になった。
1827年2月27日、ジルベール・デュプレは歌手のアレクサンドリーヌ・デュペロンとパリで結婚した（ナント、1806年5月29日 - ブリュッセル、1872年2月29日）。 この結婚から次の子供が生まれた。
カロリーヌ・アレクサンドラン・レオポルディーヌ・マリー(1832年-1875年)、ソプラノ歌手の彼女は、1856年9月12日にパリでオペラ座の第1ヴァイオリンのアメデ・エルネスト・レオポルド・ヴァン・デン・フーベルと結婚した。
ジルベール・ドニ・レオン（1838年-1928年）、歌手であり、音楽院の歌唱教師でもある彼は、父親が設立した歌唱学校を経営することになる。彼は1862年5月20日にパリ2区でジャンヌ・マリー・マルグリート・ティネルと結婚した。彼はパリ・オペラ座バレエ団のスター、クリスティアーヌ・ヴォサールの祖父である。
66歳で亡くなった妻アレクサンドリーヌ・デュペロンは、モンマルトル墓地の夫と同じ墓に埋葬されている。
現代フランスのソングライター、編曲家、プロデューサー、歌手、指揮者のオリヴィエ・トゥサンは彼の曾孫にあたる。

## ギャラリー

『ギドとジネヴラ（英語版）』のギド
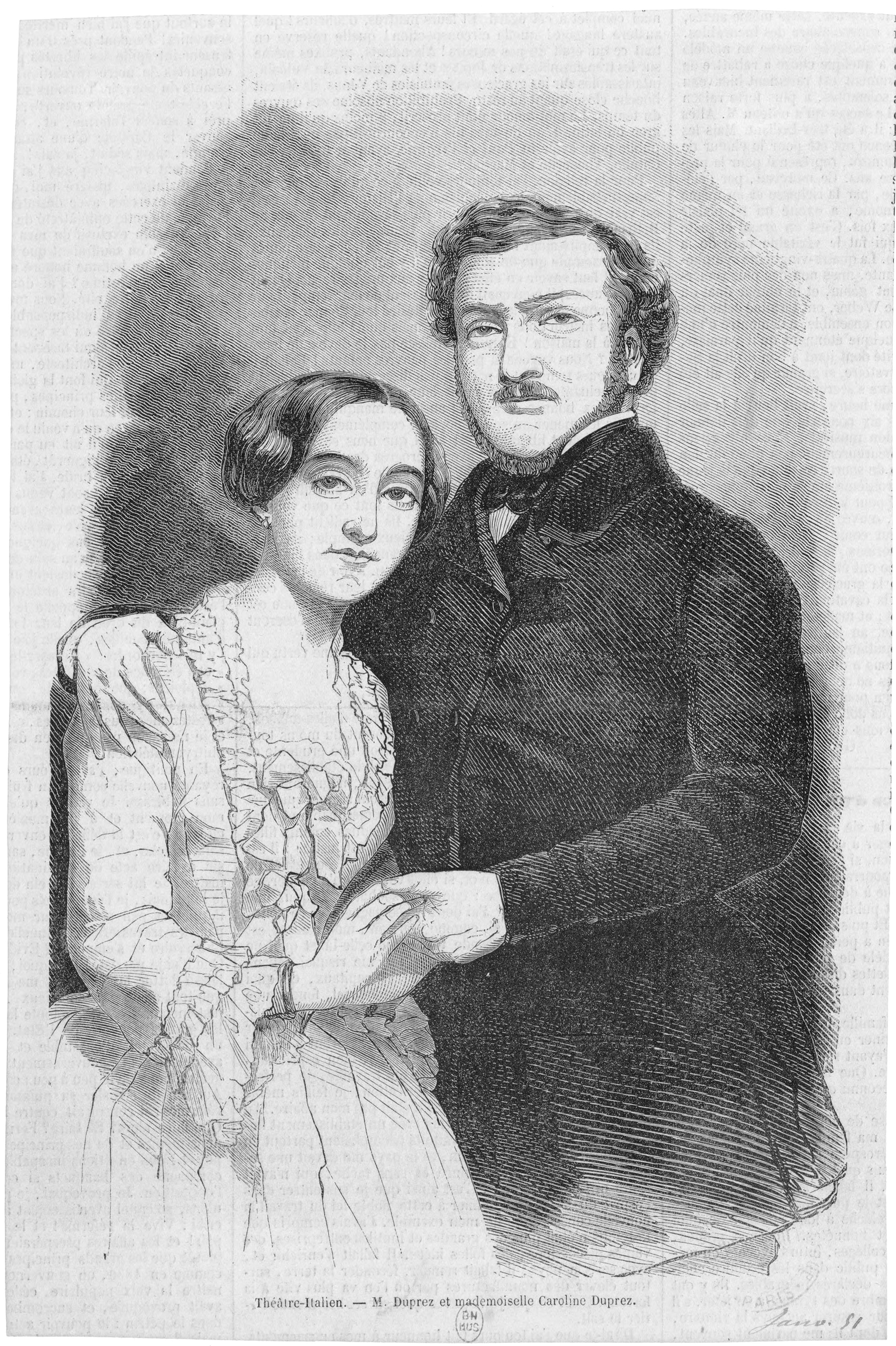
娘のカロリーヌとデュプレ
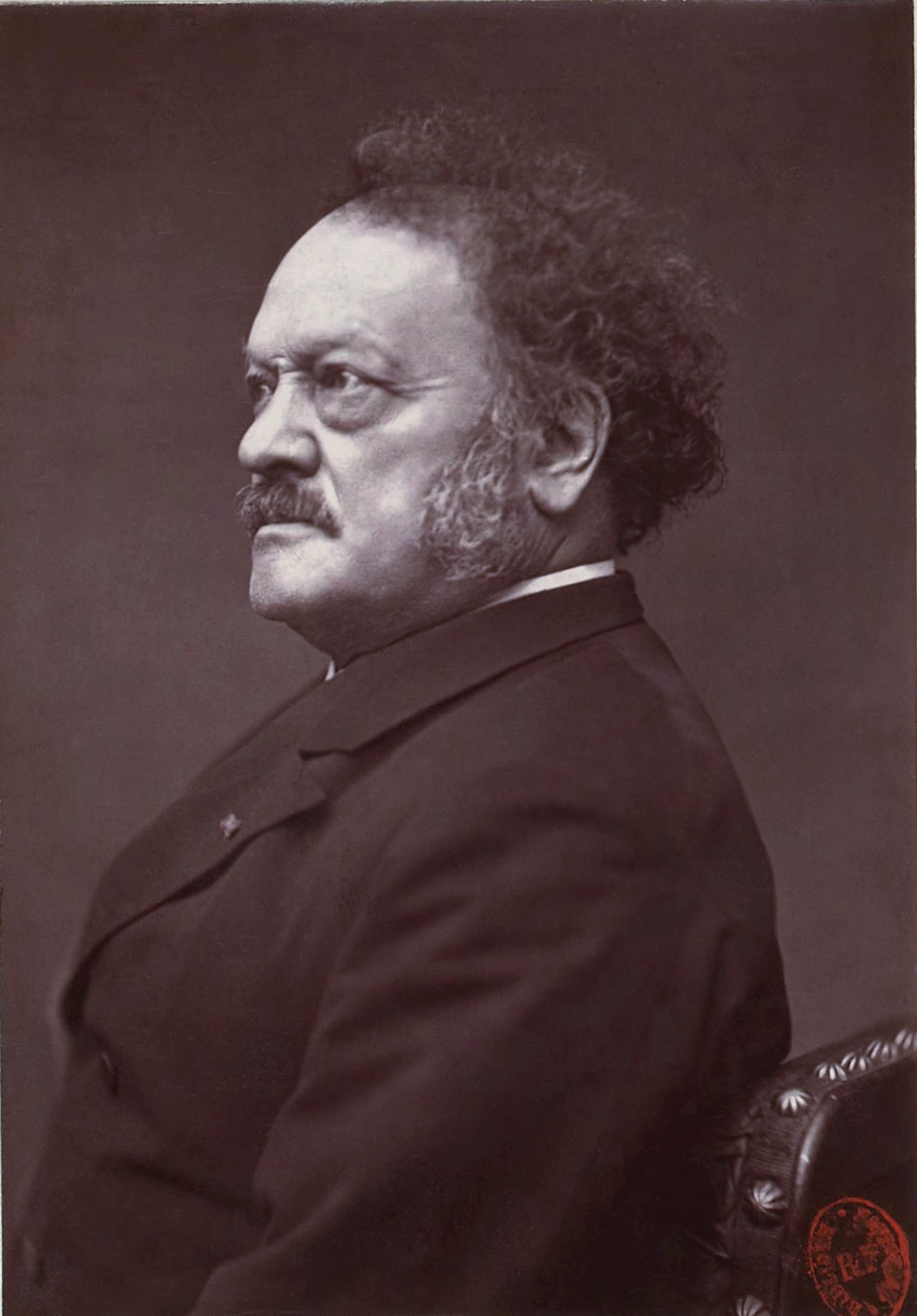
ピエール・プティによるデュプレ
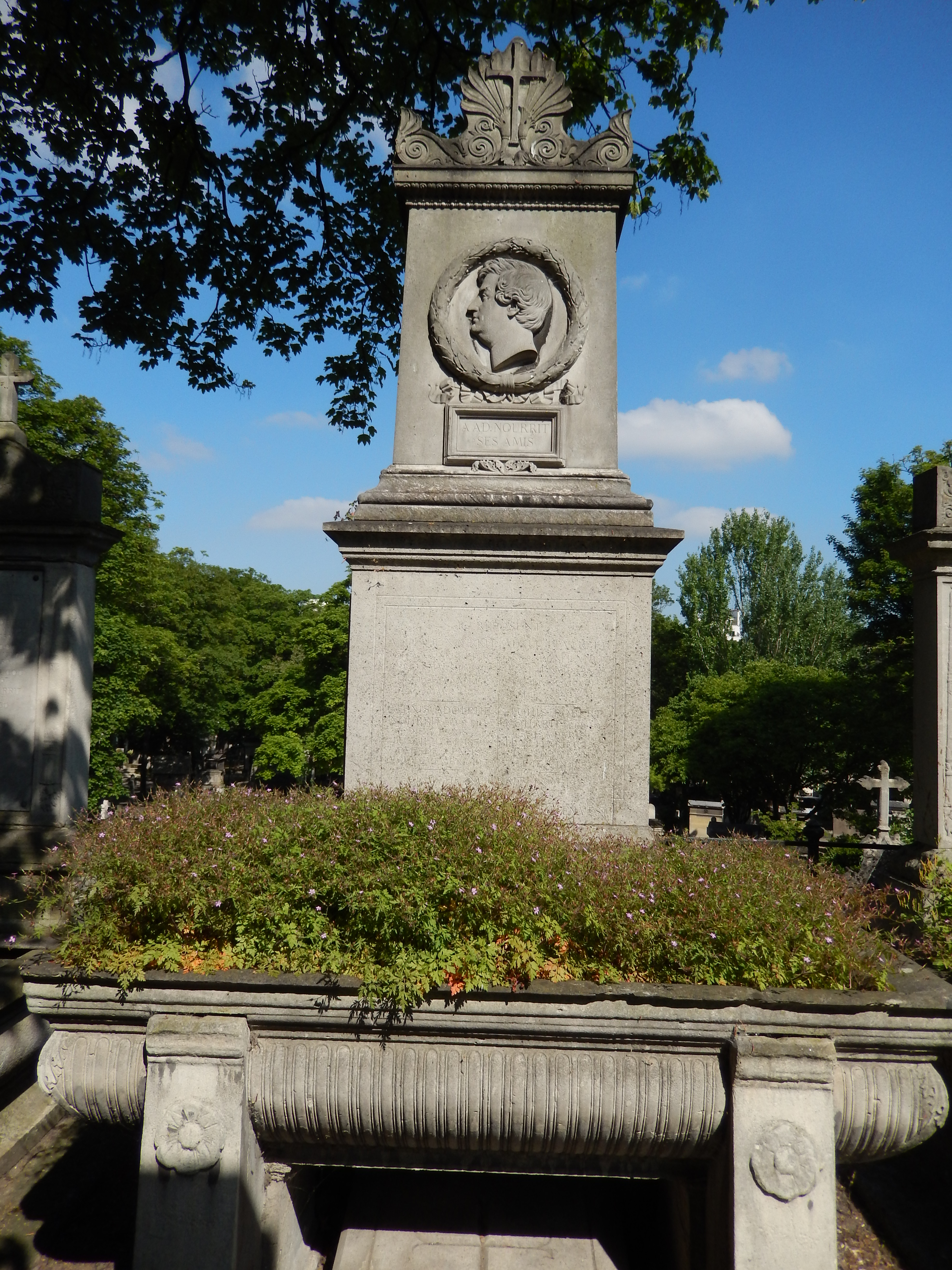
モンマルトル墓地の墓石